# Deutschsprachige Lyrik
Dieser Artikel gibt einen Überblick über die deutschsprachige Lyrik von ihren Anfängen bis zur Gegenwart. Die zeitlichen Einteilungen geben eine allgemeine chronologische Orientierung; sie bilden insbesondere für die Lyrik der Moderne keine lineare, folgerichtige Entwicklung ab.

## Geschichte der deutschsprachigen Lyrik

### Anfänge im Frühmittelalter

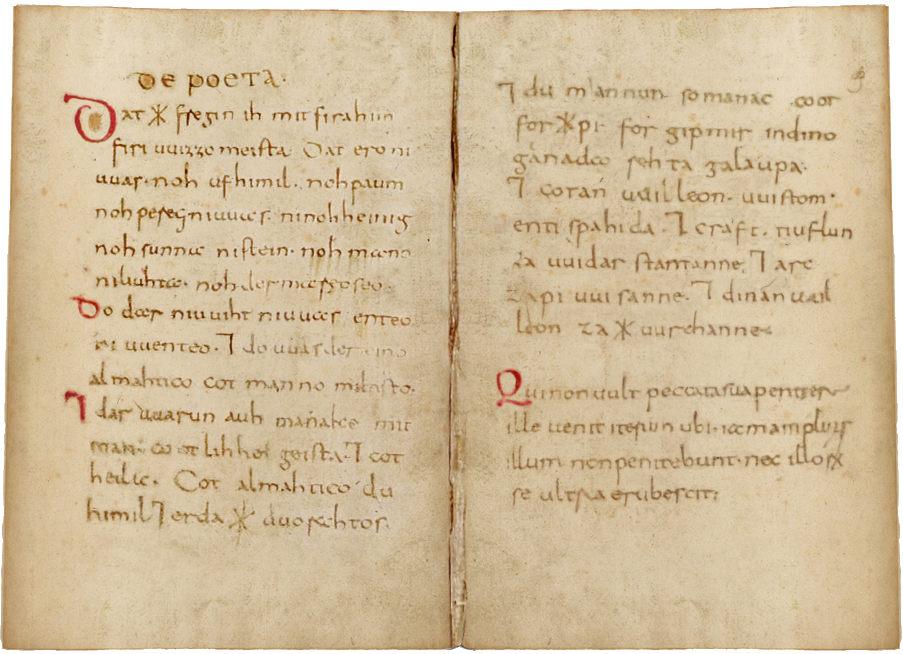
Wessobrunner Gebet, Doppelseite aus der Hs. Clm 22053, 65^{v} und 66^{r}

Lyrische Texte in griechischer und lateinischer Sprache kennt man bereits aus der Antike. Das Lateinische war lange die Schriftsprache der Gebildeten, schriftliche Dokumente in den europäischen Volkssprachen werden in größerem Stil erst ab dem späten 8. Jahrhundert unserer Zeitrechnung verfasst, so auch im deutschsprachigen Raum. Aus dieser Zeit sind vor allem Texte überliefert, die in kultischen oder religiösen Zusammenhängen entstanden sind, die sogenannten Zaubersprüche. Zu den ältesten überlieferten deutschsprachigen Gedichten (und literarischen Überlieferungen überhaupt) zählen die Merseburger Zaubersprüche und der Lorscher Bienensegen aus dem frühen 9. Jahrhundert n. Chr. Diese Texte, die als Beschwörungsformeln, Heil- und Segenssprüche gelesen werden, sind in althochdeutscher Sprache verfasst. Typisch für diese frühe Lyrik ist die Verwendung von germanischen Stabreimen und Endreimen.
Ein weiteres wichtiges Beispiel früher althochdeutscher Lyrik ist das Wessobrunner Gebet, ein zweiteiliger Text, in dem auf einen in Stabreimen verfassten germanischen Schöpfungsbericht ein in Prosa geschriebenes christliches Gebet folgt. Den Übergang von der Stabreimdichtung aus der germanischen Tradition zur Endreimdichtung, wie man sie heute noch kennt, markiert unter anderem das Muspilli, ein bairisches Gedicht, das den Weltuntergang zum Thema hat.

### Hochmittelalter

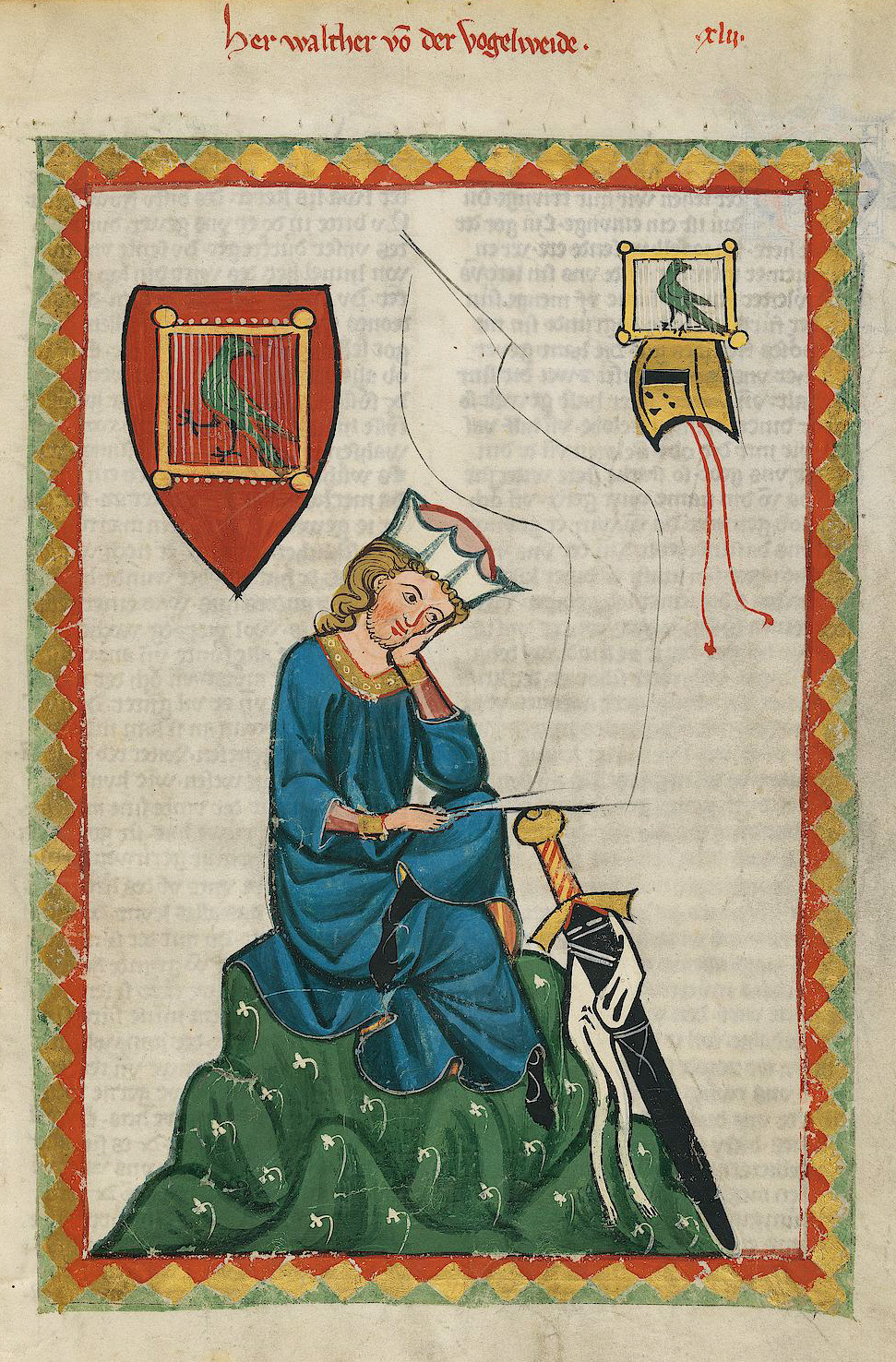
Walther von der Vogelweide

Ab dem 12. Jahrhundert bilden sich drei Grundformen der Lyrik des Mittelalters heraus: der Minnesang, die Sangspruchdichtung und der Leich. Während im Minnesang zentral die Beziehung des dichtenden Ichs mit einer meist (geografisch oder sozial) unerreichbaren Frau ist, befasst sich die Sangspruchdichtung mit Fragen weltlicher und geistlicher Ethik, häufig mit einem lehrhaften Ton. Sowohl im Minnesang als auch in der Sangspruchdichtung finden sich eher kurze Gedichte. Der Leich dagegen ist eine spezifisch mittelalterliche lyrische Großform vor allem des 13. Jahrhunderts, die mehrere Hundert Verse umfassen kann. Bei der Ausbildung der Lyrik im Hochmittelalter wirken auch Impulse aus der mittellateinischen Vagantendichtung und Marienlyrik, der Rezeption der romanischen Trobadordichtung und der arabischen Lyrik mit.
Frühe Vertreter des Minnesangs sind Dietmar von Aist und ein Dichter, der in der mittelalterlichen Manessischen Liederhandschrift als Der von Kürenberg geführt wird. Von diesen frühen Anfängen im 12. Jahrhundert entwickelt sich die Liebeslyrik weiter zur Hohen Minne, zu deren Vertretern unter anderem Reinmar der Alte und ein Dichter unter dem Namen Kaiser Heinrich zählen. Der von den mittelalterlichen Dichtern am besten überlieferte ist sicher Walther von der Vogelweide, der sich im späten 12. und frühen 13. Jahrhundert bereits kritisch mit der Minnesangtradition auseinandersetzt und sie variiert. Hartmann von Aue führt das Kreuzzugmotiv in die Liebeslyrik ein. Einen Versuch, das Schema des Minnesangs zu durchbrechen, findet man im späten 13. bis frühen 14. Jahrhundert bei Heinrich von Meißen (genannt 'Frauenlob'), der versucht, die Liebeslyrik mit naturphilosophischen Konzepten zu verbinden.
Walther von der Vogelweide ist auch als Sangspruch- und Leichdichter bedeutend. In vielen Literaturgeschichten gilt er als der erste politische Lyriker, da er in seiner Dichtung auch auf tagespolitische Ereignisse Bezug nimmt. Neben Walther sind als wichtige Sangspruch- und Leichdichter noch Rumelant und der schon erwähnte Frauenlob zu nennen, der unter anderem mit seinem Marienleich einen wesentlichen Beitrag zur mittelalterlichen Marienlyrik leistet.

### Humanismus und Reformation
In Deutschland treten neben den Verfassern (anfangs noch lateinischer) humanistischer Lyrik Dichter muttersprachlicher Lieddichtung hervor. Zu dieser zählen einerseits protestantische Kirchenlieder wie die von Martin Luther, andererseits säkulare Dichtung und hier vor allem der Meistersang. Beim Meistersang handelt es sich um Lyrik hauptsächlich von mittelständischen Handwerksmeistern, deren Inhalte von weltlichen Schwänken bis zu weltlicher Belehrung und religiöser Erbauung reichen. Heute bekanntester Vertreter der ständisch-bürgerlichen Meistersinger ist Hans Sachs, der dem jungen Goethe als Vorbild dient und den Richard Wagner in seiner Oper Die Meistersinger von Nürnberg verewigt.
Beim weltlichen Lied reicht die Bandbreite der Formen im 16. Jahrhundert von Dichtung für fürstliche Höfe und das Bürgertum bis hin zu Brauchtumsliedern, erotischen Schwänken und Handwerker- und Landsknechtliedern. Form, Themen und Motive knüpfen häufig an spätmittelalterliche Traditionen an. Ein Beispiel einer Sammlung von älteren Überlieferungen, kunstvollen Stücken und Volksliedgut ist die Kollektion Frischer Teutscher Liedlein (1539–1556), die der Komponist Georg Forster am Heidelberger Hof zusammenstellt. Von Beginn des 16. Jahrhunderts an machen sich auch Einflüsse aus Italien in der deutschen Lyrik bemerkbar.

### Barock

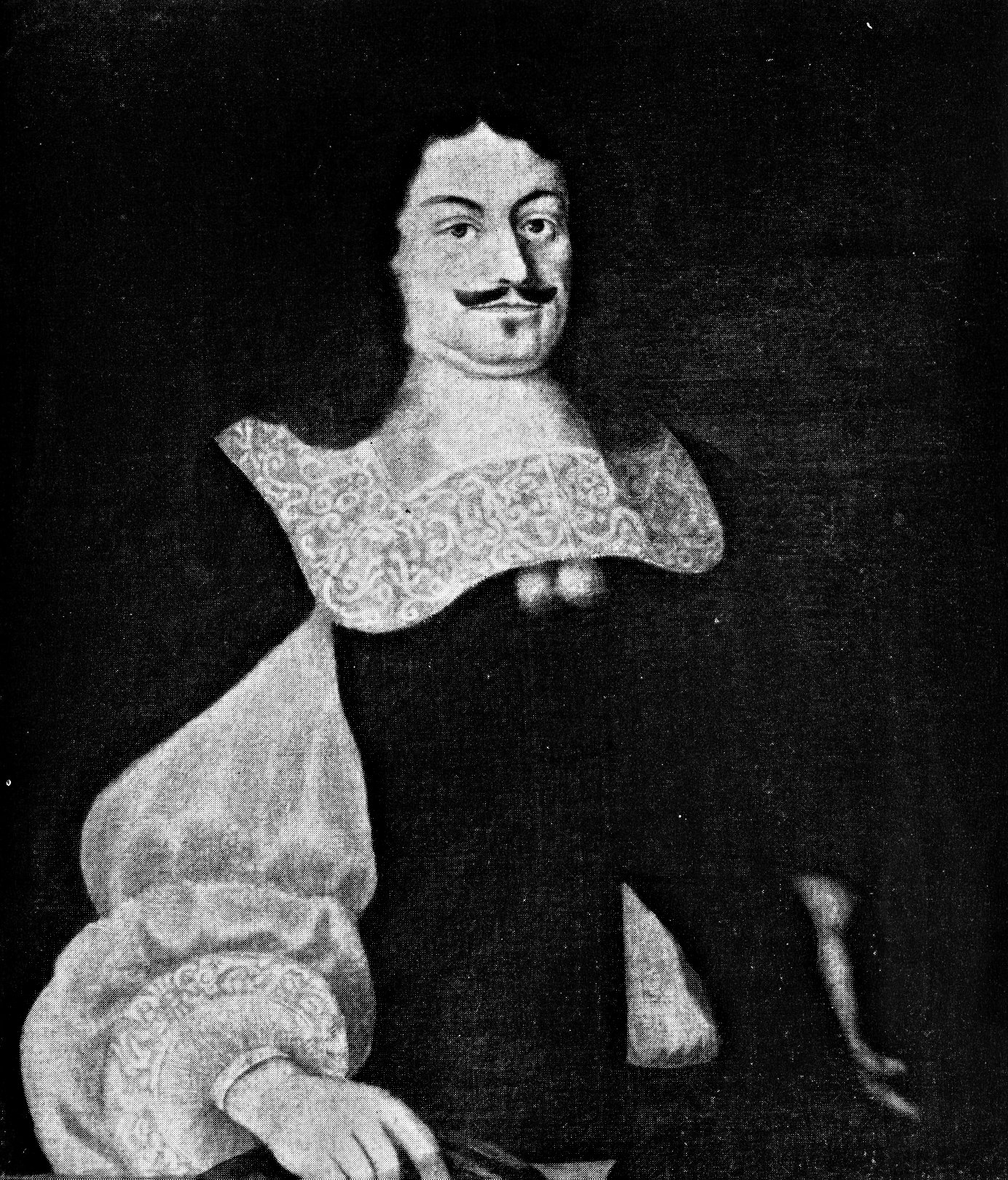
Andreas Gryphius (1616–1664)

Durch Luther, den zunehmenden Einfluss der italienischen und französischen Dichtung und den erneuten Rückgriff auf die lateinische Lyrik (Horaz) beginnt in der deutschen Barockzeit eine neue Tradition vielfältiger und formstrenger Gesellschaftslyrik. Mit seiner Regelpoetik Buch von der Deutschen Poeterey publiziert Martin Opitz 1624 ein Standardwerk über die Formen deutscher Lyrik, das als Plädoyer für wohlstrukturierte und formal strenge Lyrik maßgeblichen Einfluss auf seine Zeit und die nachfolgenden Epochen hat.
Die Trennung zwischen geistlicher und weltlicher Lyrik besteht auch in der Barockzeit weiter fort. Die zentralen Motive der weltlichen barocken Dichtung zeigen sich besonders anschaulich in der Lyrik von Andreas Gryphius – das Vanitas-Motiv und damit verbunden das Motiv der Todessehnsucht, aber auch das hedonistische Carpe diem. Ein weiterer bedeutender Exponent der weltlichen Dichtung ist Christian Hoffmann von Hoffmannswaldau, der als Hauptvertreter der Galanten Poesie gilt.
Die wichtigsten Vertreter des protestantischen Kirchenlieds sind Johannes Heermann und Paul Gerhard, der Gedichte einer Tradition christlicher Andacht und Erbauung verpflichtet sind. Bis heute bekannt ist Gerhard mit dem aus einem lateinischen Hymnus umgesetzten Lied O Haupt voll Blut und Wunden und seinen volkstümlichen Liedern Befiehl du deine Wege und Geh aus mein Herz und suche Freud. Auf katholischer Seite ist als wichtiger Vertreter des Kirchenlieds Friedrich Spee zu nennen.
Neben Spee und den protestantischen Lieddichtern ist die Tradition der christlichen Mystik von Bedeutung. Ziel der Lyrik sind hier nicht religiöse Andacht und Predigt, sondern der Ausdruck religiöser Begeisterung mit kunstvollen Mitteln und neuplatonisch geprägte Naturspekulation. Zu den wichtigsten Vertretern dieser Literatur zählen unter anderem Jacob Böhme und Angelus Silesius. Weiterentwicklungen der Barockmystik finden sich bei der österreichischen Dichterin Catharina Regina von Greiffenberg, die ihre göttliche Inspiration mit eigenwilligen Wortschöpfungen wie Müh-Ergötzungs-Zeit vermittelt, und bei Quirinus Kuhlmann, der die Formgesetze der zeitgenössischen Lyrik durch den inflationären Einsatz von Paradoxien und Hyperbeln sprengt.

### 18. Jahrhundert

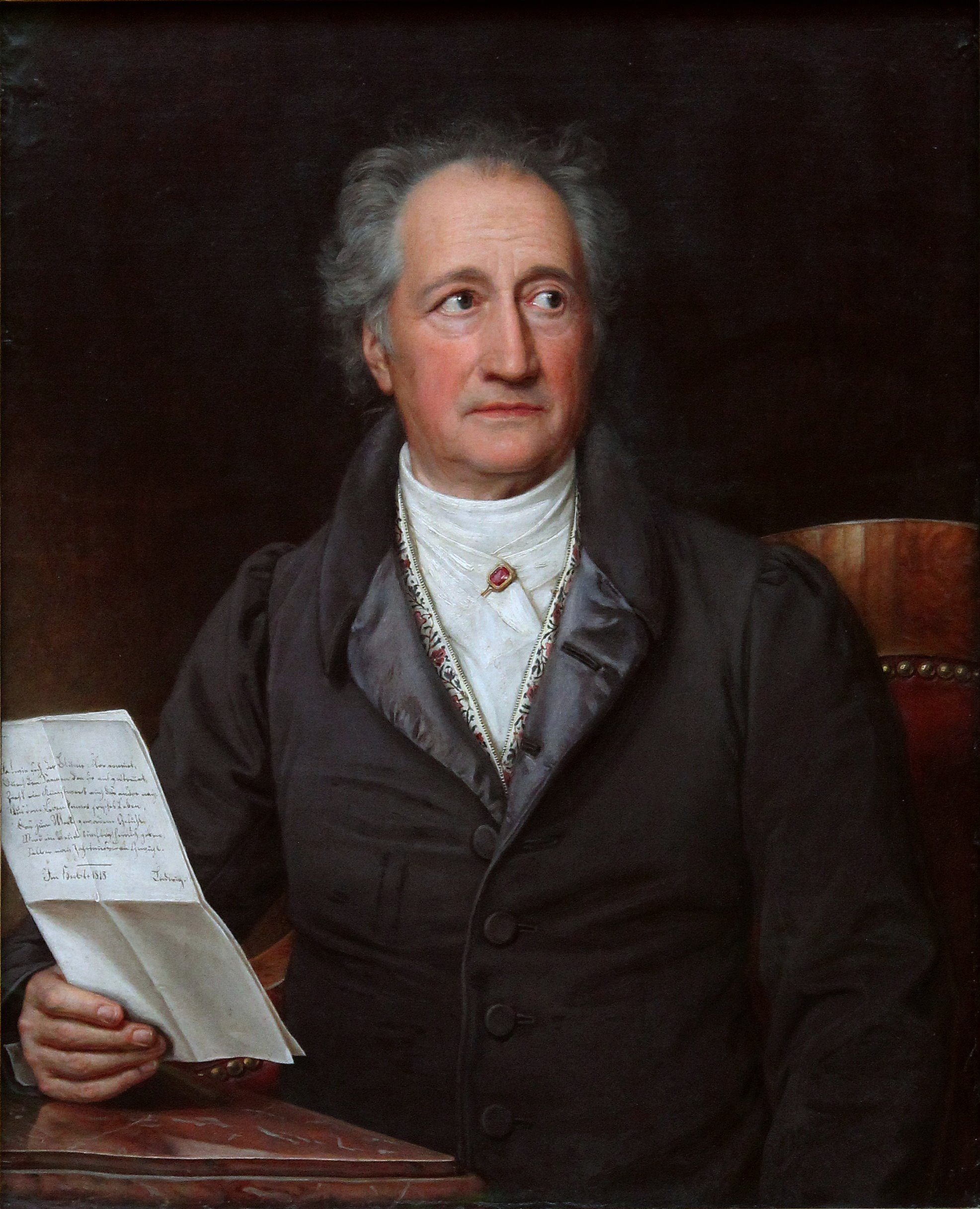
Johann Wolfgang von Goethe (1749–1832)

Mit dem Aufkommen des Pietismus erhält die geistliche Lyrik zu Beginn des 18. Jahrhunderts eine individuellere Prägung. Besonders die Lieder von Gerhard Tersteegen sind Ausdruck dieser Entwicklung. Friedrich Gottlieb Klopstock und Matthias Claudius gelten mit ihrer Naturlyrik als Wegbereiter der Strömung des Sturm und Drangs in der zweiten Hälfte des 18. Jahrhunderts. Im Sturm und Drang nehmen vor allem junge Autoren die sozialrevolutionären Impulse der Aufklärung auf, stellen dem Gemeinschafts- und Vernunftgedanken aber den Primat des subjektiven Gefühls gegenüber. Die heute bekanntesten Vertreter dieser Epoche sind der junge Johann Wolfgang von Goethe, dessen Gedichte Prometheus und Ganymed als programmatisch gelten, und der junge Friedrich von Schiller.

### Weimarer Klassik

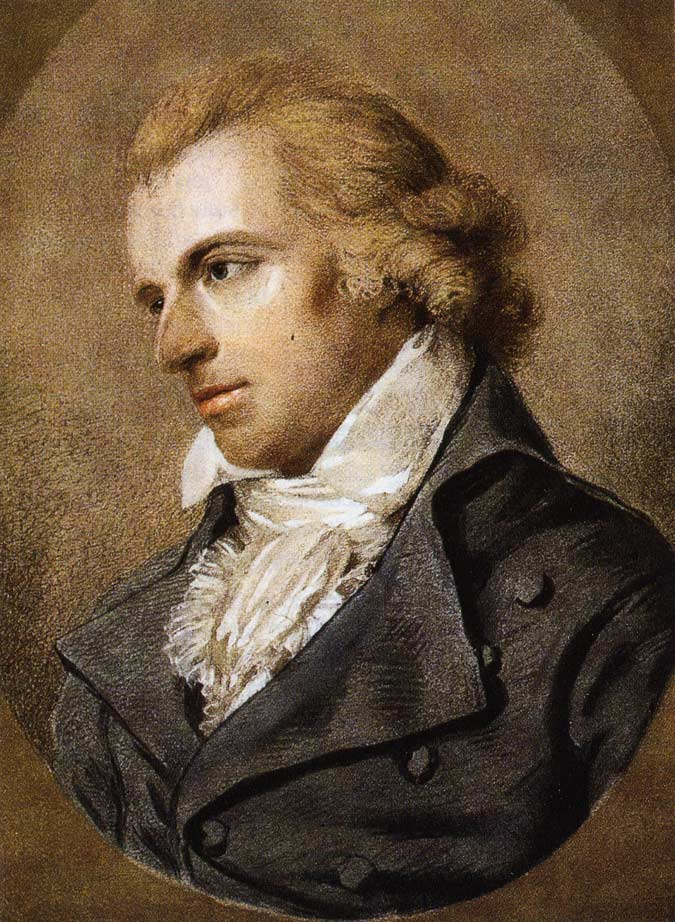
Friedrich Schiller (1759–1805)

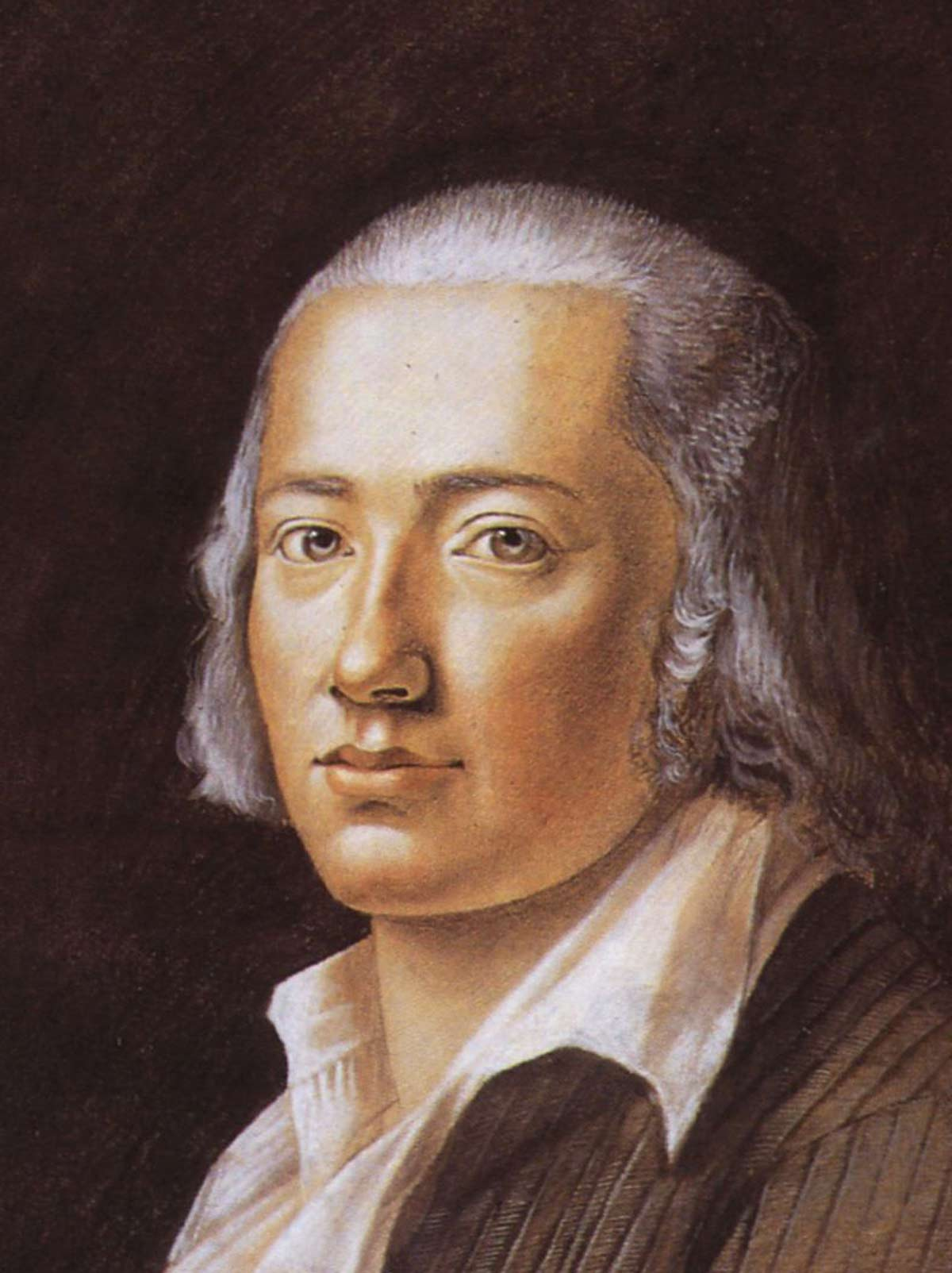
Friedrich Hölderlin (1770–1843)

In den 1780er Jahren vollzieht sich der Übergang von der Lyrik des Sturm und Drang zu der der Klassik, die sich durch strengere formale Regeln und eine stärkere Orientierung an gesellschaftlichen Idealen auszeichnet. Wie dem zeitgleichen Klassizismus in der bildenden Kunst dient der Weimarer Klassik besonders die Griechische Klassik inhaltlich und formal als Bezugswelt. Johann Wolfgang von Goethes Gedichtzyklus West-östlicher Diwan und Friedrich Schillers Balladen Die Götter Griechenlands, Die Bürgschaft und Das Lied von der Glocke zählen zu den Höhepunkten klassischer deutschsprachiger Lyrik. Ein weiterer bedeutender Klassiker ist Friedrich Hölderlin.

### Romantik

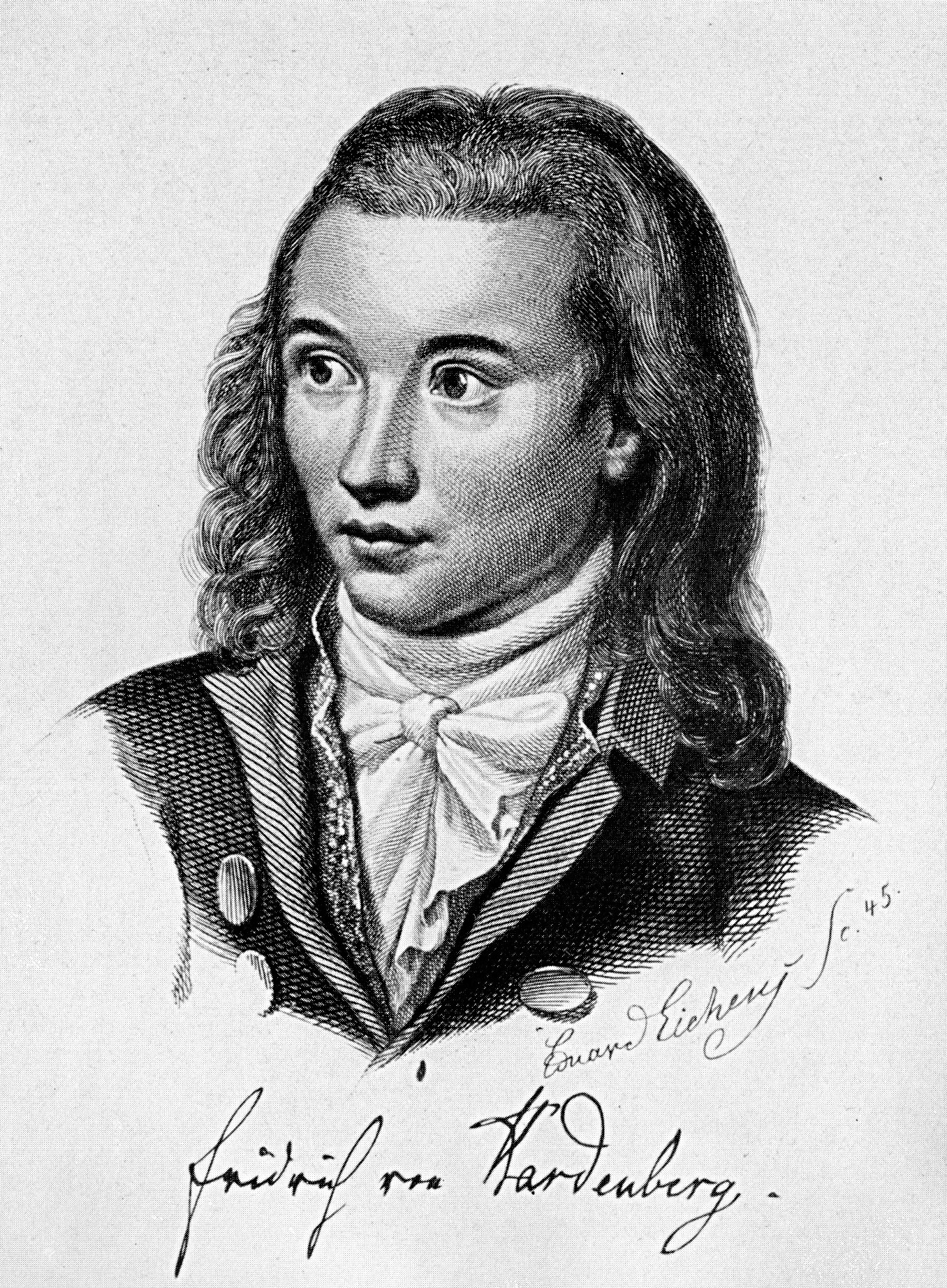
Novalis (1772–1801)

Unter den Philologen der Romantik ist besonders August Wilhelm von Schlegel hervorzuheben, der sich intensiv mit Lyrik befasste. Die frühromantische Lyrik ist vor allem von Novalis geprägt, dessen Gedichtzyklus Hymnen an die Nacht zu den Hauptwerken der Epoche zählt. Sein Romanfragment Heinrich von Ofterdingen enthält eine besondere Vielfalt verschiedenartiger Gedichte, die von volksliedhaften Dichtungen bis zu hochkomplexer philosophischer und mystischer Lyrik reicht, darunter auch das für die Romantik programmatische Gedicht Wenn nicht mehr Zahlen und Figuren. Der Roman ist ein prominentes Beispiel für die in der Romantik geforderte Vermischung der literarischen Gattungen. Die Romantik forderte auch ein Rückkehr zu religiösen Themen, was sich etwa in Novalis’ Geistlichen Liedern niederschlägt.
Bedeutende Dichter der Hoch- und Spätromantik sind Clemens Brentano, Joseph von Eichendorff, Ludwig Uhland und Theodor Körner. Die romantische Lyrik zeichnet sich durch eine metaphorische Naturlyrik aus, die häufig auf die Verwischung von Innen- und Außenwelt des Menschen abzielt. Viele Gedichte dieser Zeit haben einen melancholischen Grundton und verbinden Motive wie Wanderschaft, Heimweh, Sehnsucht (oft Todessehnsucht) und Weltschmerz. Der Weltschmerz findet sich als prägendes Motiv etwa bei Nikolaus Lenau (Schilflieder), Wilhelm Müller (Winterreise), sowie in Georg Philipp Schmidt von Lübecks Gedicht Des Fremdlings Abendlied. Immer wieder wird außerdem die schöpferische Kraft der Phantasie beschworen, beispielsweise in Eichendorffs Wünschelrute. In der Romantik wird die von Goethe und Schiller initiierte Tradition der Ballade weitergeführt, etwa von Brentano (Lore Lay) und Uhland (Des Sängers Fluch). Auch die bei Goethe und Johann Gottfried Herder einsetzende Begeisterung für volkstümliches Liedgut setzt sich in der Romantik fort. Dies äußert sich zum einen in Sammlungen von Volksliedern wie etwa Des Knaben Wunderhorn von Clemens Brentano und Achim von Arnim. Zum anderen versuchen Dichter wie Joseph von Eichendorff den volksliedhaften Stil mit dem der „hohen“ Lyrik zu verbinden. Andere, wie Ernst Anschütz, imitierten den Stil der Volkslieder.
Politische Lyrik spielt in der deutschen Romantik eine eher untergeordnete Rolle. Die Besetzung Deutschlands durch Napoleon während der Koalitionskriege führt aber zu einer engagierten deutschnationalen Lyrik, besonders bei Theodor Körner und Ernst Moritz Arndt.

### Biedermeier

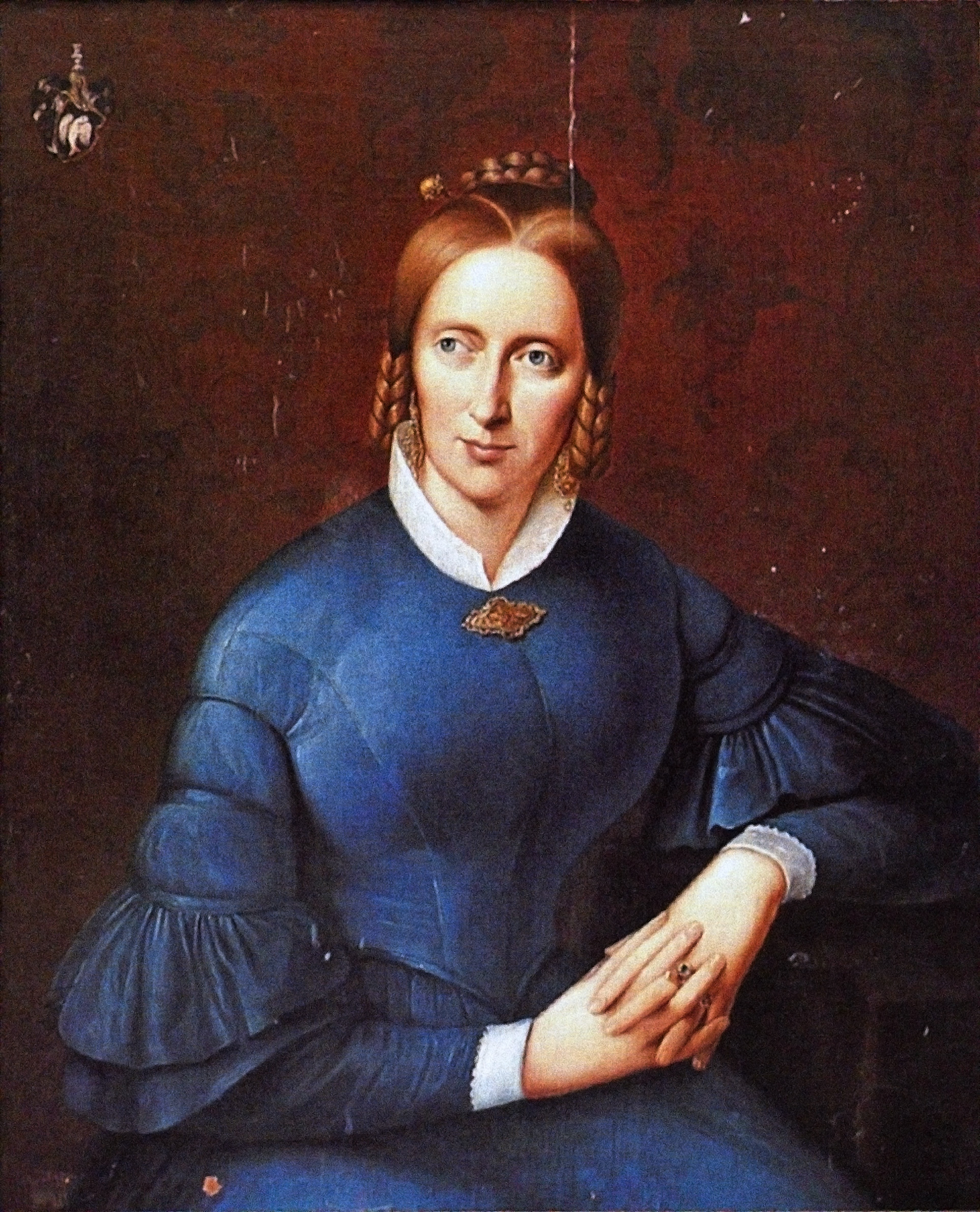
Annette von Droste-Hülshoff (1797–1848)

Die Lyrik des Biedermeier, der zum Teil als Strömung der Spätromantik gedeutet wird, ist von idyllischer Naturlyrik und von Dinggedichten geprägt. Die Hinwendung zum Kleinräumigen und Privaten ist ein weiteres Merkmal der Lyrik dieser Epoche. Wichtige Vertreter sind Eduard Mörike (Er ist's), August von Platen, Friedrich Rückert, Nikolaus Lenau und – zugleich als Wegbereiterin des Realismus – Annette von Droste-Hülshoff.

### Vormärz und Realismus

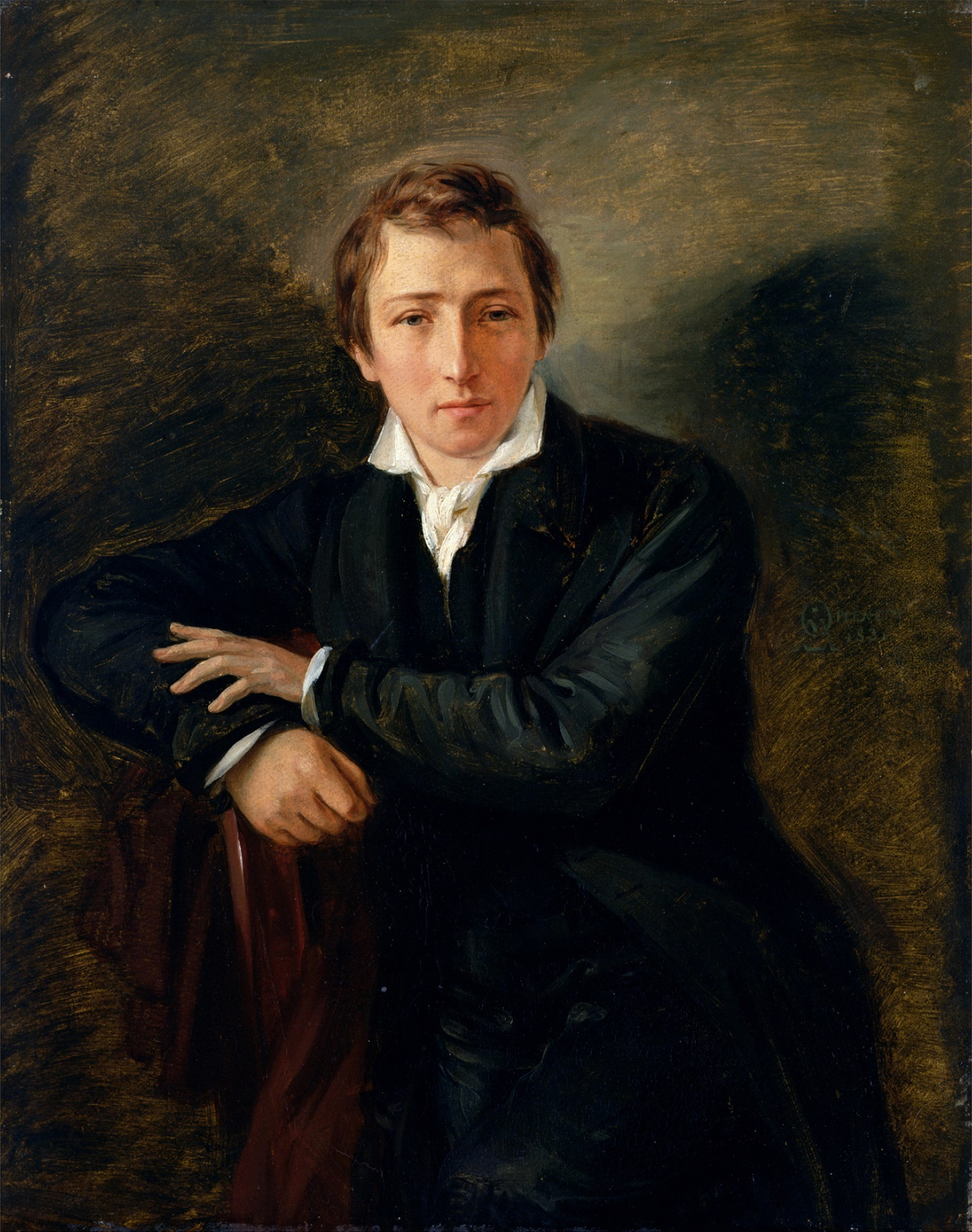
Heinrich Heine (1797–1856)

Der deutsche Vormärz ist von zunehmenden sozial- und systemkritischen Tönen und dem Engagement für eine einheitliche deutsche Nation geprägt. Ein herausragender sozialkritischer und politischer Lyriker dieser Zeit ist Heinrich Heine, der u. a. das Gedicht Die schlesischen Weber und das satirische Versepos Deutschland. Ein Wintermärchen verfasst – darüber hinaus schreibt Heine aber auch Liebeslyrik im Stil der Romantik. Weitere wichtige Dichter dieser Bewegung sind Georg Herwegh, Verfasser u. a. des Bundeslieds, Georg Weerth, Ferdinand Freiligrath und August Heinrich Hoffmann von Fallersleben, der u. a. die spätere bundes- und gesamtdeutsche Nationalhymne Das Lied der Deutschen verfasst.
Der poetische Realismus strebt eine durch Kunst veredelte Darstellung der Wirklichkeit an. Vertreter dieser Epoche sind die Lyriker Franz Grillparzer, Theodor Storm, Conrad Ferdinand Meyer und Gottfried Keller.

### Moderne

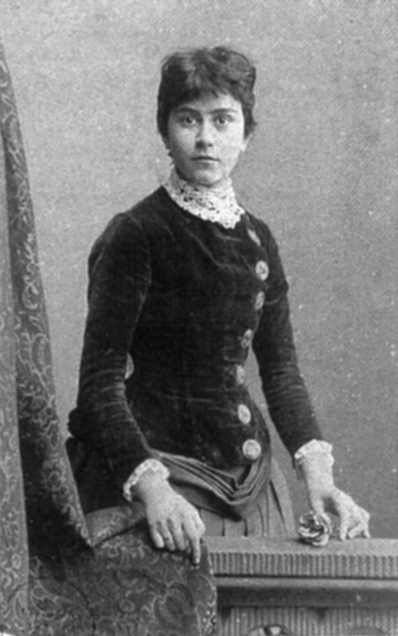
Else Lasker-Schüler (1869–1945)

Versuche, den Begriff Moderne für den Bereich der Dichtung auf einen kleinsten gemeinsamen Nenner zu bringen – etwa Dissidenz der Autoren zur Tradition (in Hinblick etwa auf die Art des poetischen Sprechens und das dichterische Selbstverständnis), erweiterte Motivik, technische Innovation, Wertepluralismus und Internationalismus – bleiben stets vorläufig und treffen nicht in jedem Fall auf gleiche Weise zu. Auch hinsichtlich der Markierung bzw. Festlegung des Beginns der Moderne in der deutschen Lyrik existieren verschiedene, teils konkurrierende Konzepte. Außer Frage steht, dass sich die entsprechende Entwicklung nicht nur im eigenen Sprachraum, sondern auch unter dem Einfluss fremdsprachlicher Dichtungen vollzogen hat; wichtige Impulse gaben u. a. die Übersetzung Walt Whitmans durch Ferdinand Freiligrath, Übertragungen von Dante und Shakespeare und später verschiedene Versuche, Charles Baudelaire und Paul Verlaine ins Deutsche zu bringen.

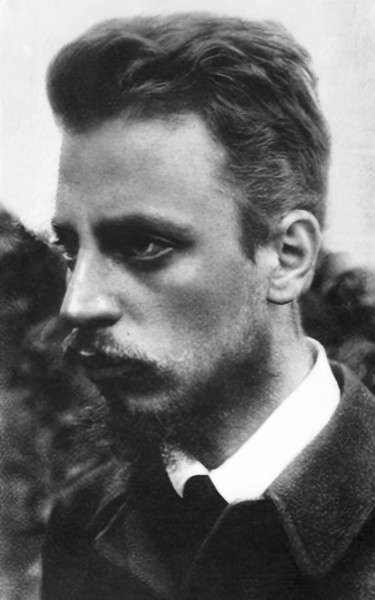
Rainer Maria Rilke (1875–1926)

Ein möglicher und vielgenannter Einsatzpunkt der Moderne in der deutschsprachigen Dichtung ist der 1902 erschienene Chandos-Brief Hugo von Hofmannsthals, der darin erstmals ein grundsätzliches Misstrauen an der Vermittlungsfähigkeit der Sprache formuliert. Die Frage nach dem Verhältnis von Sprache, Wahrnehmung und Welt begleitet die Lyrik von nun an verstärkt und schlägt sich in poetologischen Texten nieder. Neben dem Versuch, Moderne über Veränderungen in der Schreibhaltung ihrer Autoren zu datieren, ist auch eine Bestimmung anhand formaler und thematischer Veränderungen der Texte möglich: So verzichteten die Dichter des Friedrichshagener Dichterkreises (etwa Richard Dehmel) bereits vor der Jahrhundertwende auf liedhafte Mittel wie Refrain und Reim, versuchte die Gruppe um Arno Holz, durch eine Abkehr von gängigen Formen gesellschaftliche Milieus naturalistisch oder impressionistisch wiederzugeben – diese Ansätze wurden mit der Fokussierung auf Metrik und Klang in der Lyrik des Symbolismus (zu der mit Theodor Däubler auch ein wichtiger Anreger der Expressionisten gehörte) allerdings teilweise wieder zurückgenommen. Zu nennen sind in diesem Zusammenhang außerdem Hugo von Hofmannsthal, Rainer Maria Rilke und die ästhetizistischen Dichter um Stefan George, die sich um sprachliche und gedankliche Verfeinerung des Gedichtes bemühten. Sie initiierten u. a. die Reflexion über Texte in einer Metaphorik von Textur und Gewebe, die den Diskurs des gesamten 20. Jahrhunderts durchzieht. Zeitgleich bringen Dichter wie Christian Morgenstern und Eugen Roth mit absurdem Sprachwitz Lyrik und Varieté zusammen. Lyriker der Neuromantik wie Hermann Hesse oder Ricarda Huch wenden sich magischen und mythologischen Themenkreisen zu.

#### Zeitraum Erster Weltkrieg

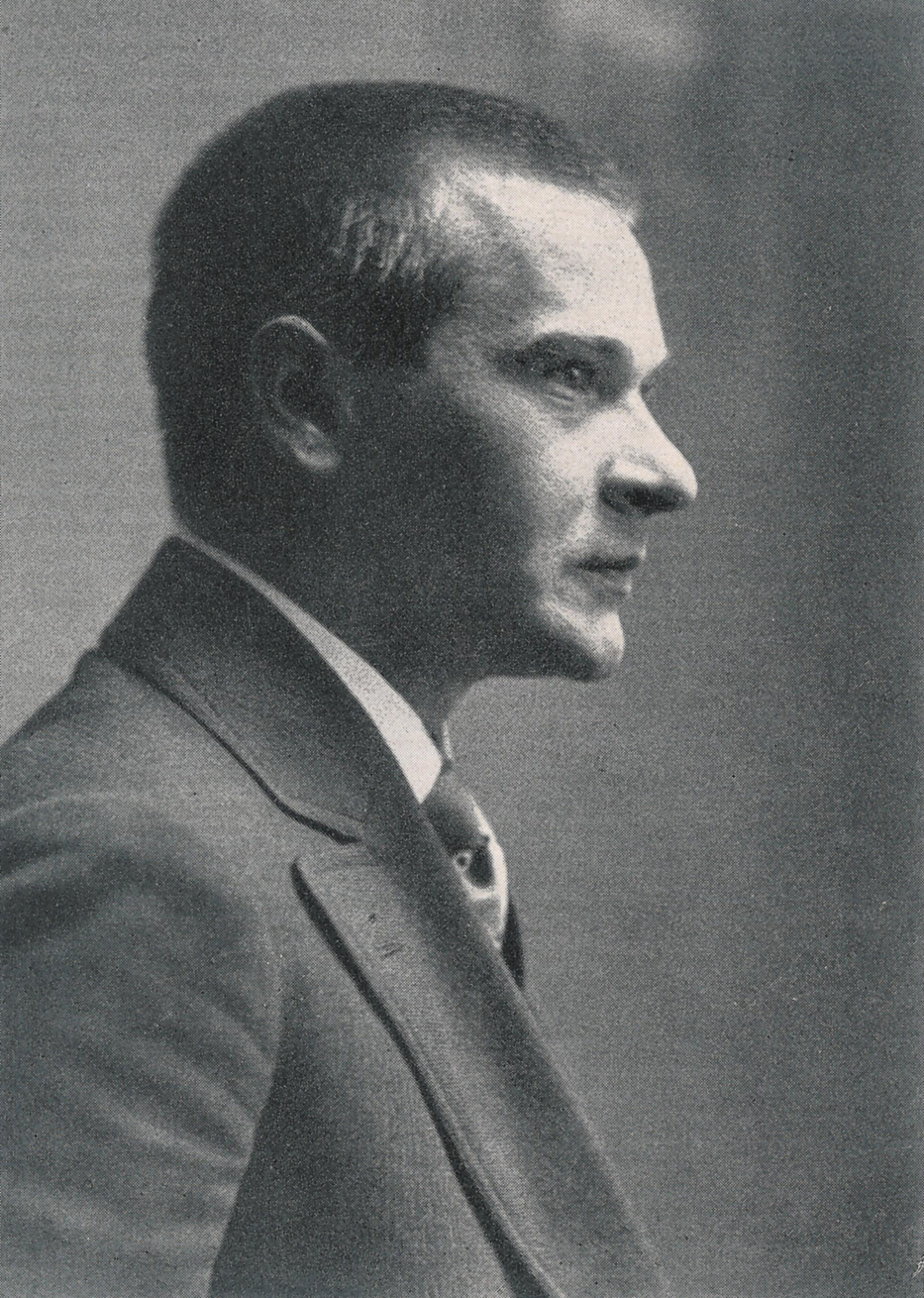
Georg Trakl (1887–1914)

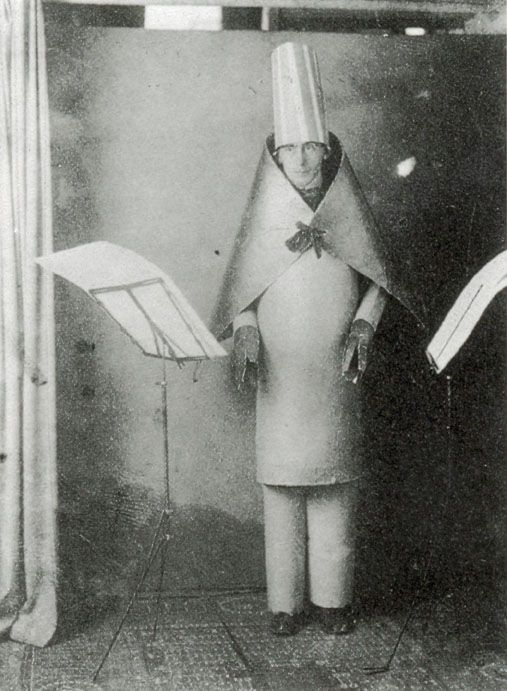
Hugo Ball im Cabaret Voltaire

Als eine Avantgardebewegung der Moderne greift der Expressionismus neue Erfahrungen und Motive auf: Erster Weltkrieg, Großstadtleben, Ekstase, Industrialisierung und Erneuerung des Menschen. Den Zusammenhalt der mit dieser Bewegung verbundenen Lyriker stiften in erster Linie gemeinsame Publikationsorgane wie die Zeitschrift Die Aktion von Franz Pfemfert, die Anthologie Menschheitsdämmerung von Kurt Pinthus u. a., weniger einheitliche Anliegen. Jakob van Hoddis und Alfred Lichtenstein wirken über ihren Simultanstil, Georg Trakl und Else Lasker-Schüler akzentuieren symbolistische Strategien. Gottfried Benn entwickelt neue Formen lyrischer Inszenierung, Johannes R. Becher und August Stramm experimentieren mit Realismuskonzepten.

#### 1920er Jahre

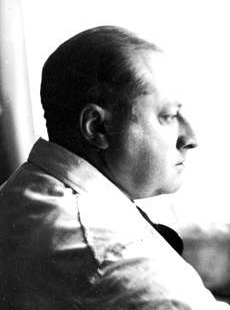
Gottfried Benn

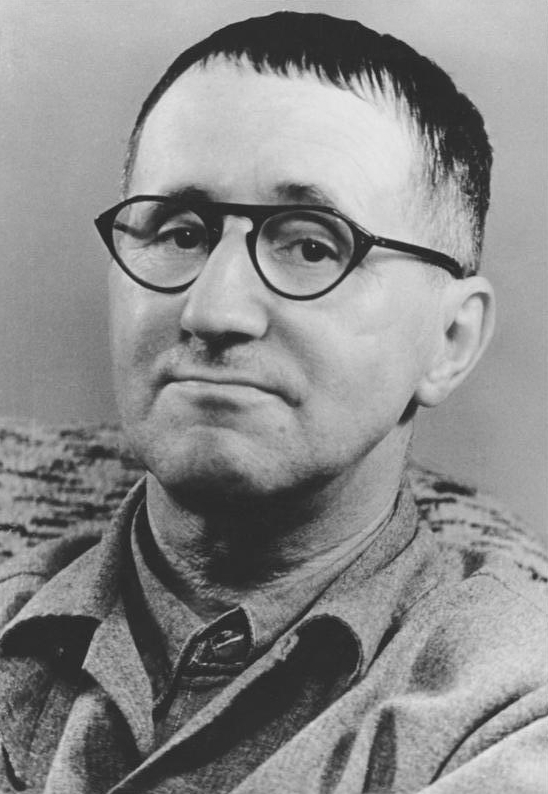
Bertolt Brecht (1898–1956)

Parallel zu den europäischen Avantgarden wie Suprematismus, Akmeismus und Futurismus, die in Deutschland nur randständig rezipiert werden (etwa der italienische Futurismus durch Alfred Döblin), entstehen im deutschsprachigen Raum verschiedene literarische und literaturüberschreitende Bewegungen, die heute unter dem Begriff Dadaismus zusammengefasst werden (Cabaret Voltaire in Zürich, Merz in Hannover u. a.). Deren Protagonisten Hans Arp, Hugo Ball, Richard Huelsenbeck, Raoul Hausmann, Kurt Schwitters, Tristan Tzara u. a. zielen mit ihren Texte und Aktionen vor allem auf eine Befreiung der Sprache, von der Syntax bis hin zum einzelnen Laut. Gemeinsam haben diese Bewegungen, dass sie das sprachliche Zeichen in seinem Eigenwert erkennen und phonetische, morphologische sowie graphematische Aspekte der Sprache in Hinblick auf deren Wirkung auf die Semantik erforschen und – wie Kurt Schwitters – eine Musikalisierung der Sprache betreiben. Ein besonderer Fokus richtet sich auf die Typographie; es entsteht die Collage als künstlerisches Ausdrucksmittel.
Die Lyrik der Neuen Sachlichkeit grenzt sich von Expressionismus und Ästhetizismus durch betonte Nüchternheit ab und betont den Gebrauchswert der Verse, die unterhaltsam und verständlich sein sollen; wichtige Vertreter dieser Richtung sind so unterschiedliche Dichter wie Bertolt Brecht, Mascha Kaléko, Erich Kästner, Joachim Ringelnatz und Kurt Tucholsky. Rundfunk, Journale und Kabarett werden zu wichtigen Plattformen für Gedichte; eine starke Politisierung findet statt.
Eine andere Entwicklung nimmt die deutschsprachige Lyrik außerhalb Deutschlands in der Bukowina: Hier verschmelzen Ansätze des österreichisch-ungarischen Symbolismus mit Verfahren des Surrealismus und solchen, die an den Expressionismus erinnern; vor allem Rose Ausländer und Paul Celan machen diese Literatur später in Deutschland bekannt.

#### Lyrik im Nationalsozialismus
Mit der Zerschlagung der parlamentarischen Demokratie und dem Verbot so genannter „entarteter Kunst“ durch die Nationalsozialisten wird ab 1933 die Entfaltung und Publikation der avantgardistischen Strömungen moderner Lyrik im Deutschen Reich unterbrochen, in Österreich mit dem Anschluss der Republik ans Deutsche Reich ab 1938. Während sich Gottfried Benn und andere anfangs offen zum NS-Regime bekennen, das eine Dichtung der „Blut-und-Boden-Ideologie“ befördert, fliehen zahlreiche Lyriker (u. a. Hilde Domin, Else Lasker-Schüler, Nelly Sachs) vor der Verfolgung durch die Nationalsozialisten ins Exil und engagieren sich zum Teil auch mit ihrer Lyrik gegen den Faschismus (u. a. Bertolt Brecht, Erich Arendt, Stephan Hermlin). Wer in Deutschland bleibt, ist auf den Rückgriff auf den klassisch-romantischen Kanon und insbesondere liedhafte Lyrik verwiesen. Nur selten entstehen unter diesen Bedingungen Texte, die über die NS-Zeit hinaus Bestand haben, wie einzelne Gedichte des Faschisten Josef Weinheber oder Jochen Kleppers „Die Nacht ist vorgedrungen“. Lyrikern wie Wilhelm Lehmann, Oskar Loerke und Gertrud Kolmar gelingt es durch den Rückzug ins Private und unpolitische Sujets, Bestandteile des modernen Formenkanons in ihrer Lyrik zu erhalten. Die Lyrik dieser Jahre kann nicht ohne Verbindung zur gesellschaftlichen Situation verstanden werden; selbst Gedichte in der klassischen und neuromantischen Tradition haben eine politische Dimension, insofern sie sich den Zumutungen ihrer Zeit nicht stellen bzw. sie ignorieren. Der Begriff der inneren Emigration, der u. a. auch in Bezug auf diese Dichtung Verwendung findet, ist allerdings nicht in jedem Fall gleichermaßen zutreffend; Georg Maurer, Günter Eich und Johannes Bobrowski beginnen unter diesen Bedingungen mit dem Schreiben.

#### Nach dem Zweiten Weltkrieg

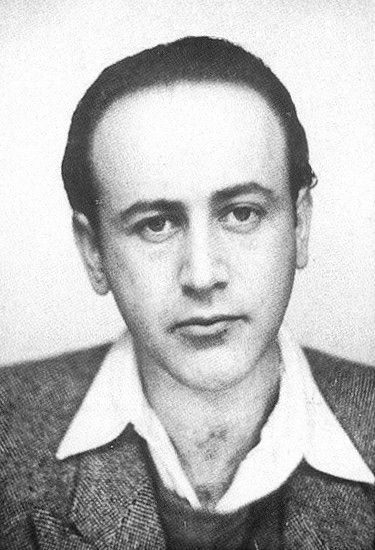
Paul Celan (1920–1970) (Passfoto, 1938)

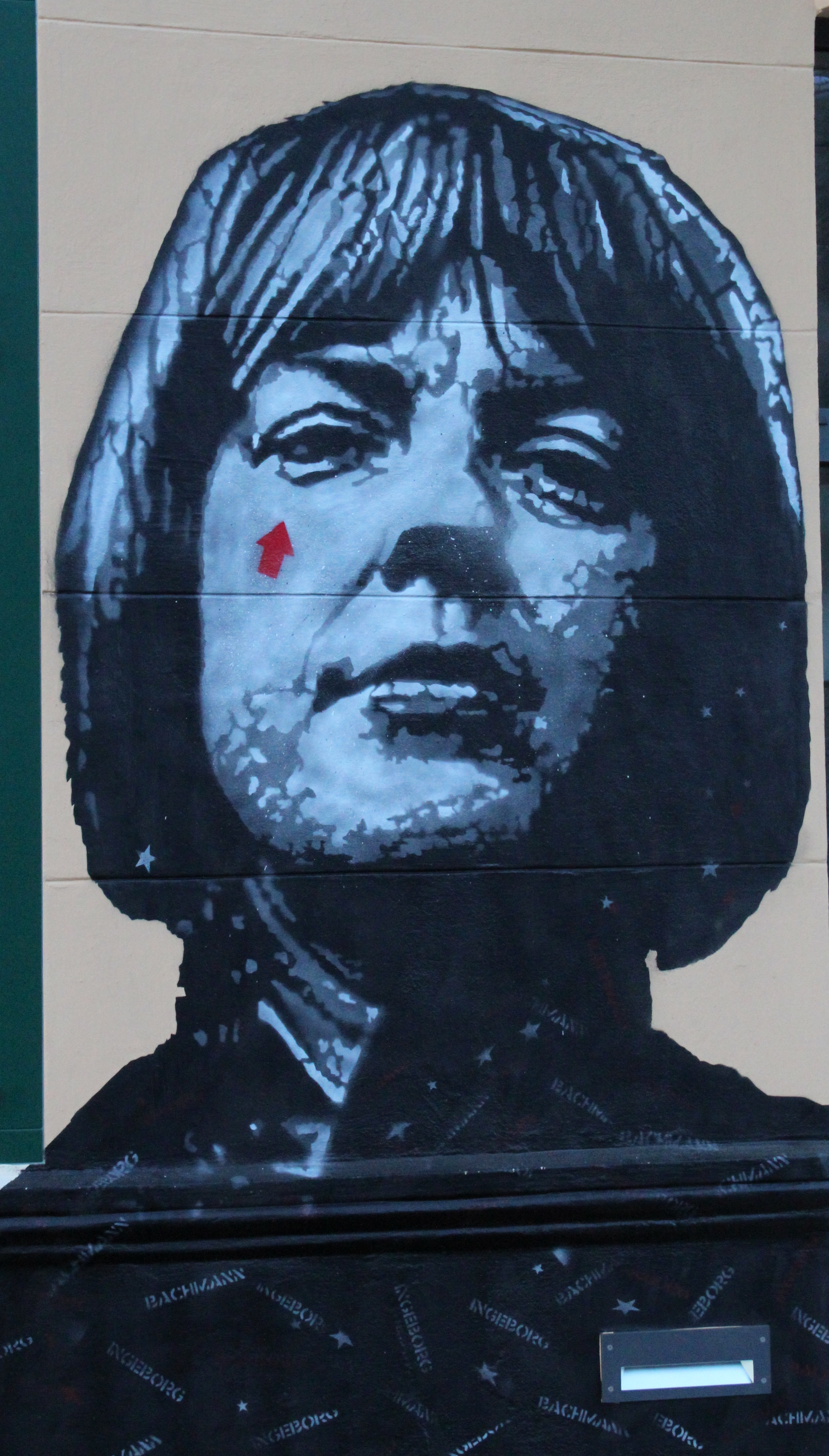
Ingeborg Bachmann (1926–1973) (Graffito von Jef Aérosol)

Nach der Katastrophe des Zweiten Weltkriegs ist ein nahtloses Anknüpfen an die in der Weimarer Republik abgebrochenen literarischen Traditionslinien für die meisten Autoren undenkbar. Mittels Sprachverknappung und Fokus auf die Nachkriegsrealität will die sog. Kahlschlagliteratur neue Wege aufzeigen (u. a. Günter Eich und Wolfgang Weyrauch). In der Rezeption spielt die Gruppe 47 (mit u. a. Ingeborg Bachmann, Günter Grass) eine wichtige Rolle. Die internationalen Bewegungen des Surrealismus und Dadaismus sowie der russische Akmeismus werden (teils verspätet) aufgenommen, Friedrich Hölderlins späte Lyrik wird in ihrer Bedeutung erkannt.
In der DDR versuchen zahlreiche Lyriker von staatlicher Überwachung und Zensur unabhängig zu bleiben. Die Lyrik ist einerseits von staatlich gestützten Dichtern wie Johannes R. Becher und Louis Fürnberg geprägt, die sich für eine thematisch-politische Neuausrichtung der Literatur im Anschluss an die deutsche Klassik und den bürgerlichen Realismus einsetzen, andererseits beziehen sich Dichter wie Peter Hacks oder der junge Heiner Müller, deren Werk ebenfalls auf politische Veränderung zielt, eher auf Bertolt Brecht, der, wie auf andere Weise auch Erich Arendt, Johannes Bobrowski und Peter Huchel, in seiner Dichtung an die internationale Moderne anknüpft.
Angeregt durch Sprechakttheorie, Sprachphilosophie und Linguistik der 1950er und 60er Jahre entsteht durch akustisches und visuelles Neuarrangement des Sprachmaterials die Konkrete Poesie (u. a. Eugen Gomringer, Helmut Heißenbüttel, Ernst Jandl, Franz Mon, tlw. Carlfriedrich Claus). Wichtige Einflüsse sind hier der späte Ludwig Wittgenstein und die Kybernetik John von Neumanns. In Österreich bildet sich um 1954 die Wiener Gruppe um Friedrich Achleitner, Konrad Bayer, Gerhard Rühm und Oswald Wiener, mit einem besonderen Fokus auf die Übernahme von Verfahren und Prinzipien der zeitgenössischen Musik, z. B. Serialität. Mit H.C. Artmann findet die Mundartdichtung Anschluss an die Moderne.

#### Zeitraum ab ca. 1960
Vor dem Hintergrund von Vietnamkrieg und Studentenprotesten entstehen in der Bundesrepublik gesellschaftskritische Gedichte. Schreiben wird teils als gesellschaftlicher Prozess verstanden, die Öffentlichkeit soll für die Lyrik wiedergewonnen werden (Erich Fried, Peter Rühmkorf). Versuche, wieder zu einer poetischen Sprache zu finden, ohne den gesellschaftlichen Bezug aufzugeben, indem künstlerisch das Gewicht auf ihren materialen Aspekt gelegt wird, verbinden sich vor allem mit dem Werk von Paul Celan.
Weil zahlreiche Strömungen der Moderne durch die offizielle Kulturpolitik als „formalistisch“ abgelehnt werden, bleiben den Schriftstellern in der DDR nur wenige Anknüpfungspunkte, wollen sie öffentlich ihre Anliegen darstellen. Diese Rolle spielen vor allem die kommunistisch ausgerichteten Werke von Bertolt Brecht, Erich Arendt, des Romanisten Viktor Klemperer, des Philosophen Ernst Bloch und später Walter Benjamin. An diesen literarischen Programmen orientieren sich auch u. a. Stephan Hermlin, Franz Fühmann, Johannes Bobrowski, Heiner Müller, Wolfgang Hilbig und Uwe Greßmann, aber auch Wolf Biermann und Reiner Kunze. Die Dichter der Sächsischen Dichterschule um den In Leipzig lehrenden Georg Maurer wenden tradierte Formen auf zeitgenössische Arten und Weisen poetischen Sprechens an, um die konträren Ansprüche klassischer Werkgestaltung und der Moderne in einer „Gemeinschaft der Verständigen“ zusammenzuführen (Karl Mickel, Volker Braun, Sarah und Rainer Kirsch, in den 1980er Jahren auch Thomas Rosenlöcher). Die Zensur lockert sich phasenweise und wird zusehends informell, im Vorfeld ausgeübt. Gegenkulturelle Bewegungen entstehen (die Künstlergruppe Clara Mosch mit Carlfriedrich Claus).
Im deutschsprachigen Rumänien sind die staatlichen Repressionen einerseits schärfer als in der DDR, andererseits schafft die geringere Bedeutung der deutschen Sprache in diesem Land auch Freiräume. Ein Anknüpfen der Lyrik besonders an die österreich-ungarischen Traditionen der Moderne ist in gewissem Maße möglich. Die Gedichte von Georg Hoprich, Immanuel Weißglas oder des frühen Oskar Pastior, Franz Hodjak, Anemone Latzina oder Gerhard Eike sodann die nachfolgende Generation, wie Richard Wagner, Rolf Bossert, Werner Söllner, Horst Samson, Herta Müller, Klaus Hensel stehen für eine Literatur, die auf Grund ihres Hintergrunds häufig in einem verengenden politischen Fokus wahrgenommen wird, was ihre Rezeption in Deutschland teilweise beeinträchtigt.
1965 fordert Walter Höllerer in seinen Thesen zum langen Gedicht die Abkehr vom feierlichen Ton, 1968 proklamiert Hans Magnus Enzensberger eine Poesie der Schlichtheit mit alltagssprachlichen Elementen und verantwortet einflussreiche Anthologien und Übersetzungsprojekte, etwa das Museum der modernen Poesie. Nach 1968 empfinden die Dichter der Neuen Subjektivität das eigene Erleben als wesentlich für das Verständnis der Welt; sie verzichten oft auf hergebrachte Kunstmittel und bemühen sich um eine schlichte Sprache (u. a. Nicolas Born, Sarah Kirsch, Karin Kiwus, Jürgen Theobaldy, Thomas Brasch). Das Konzept des Sängerpoeten wird durch die Liedermacherbewegung neu belebt, wichtige Vertreter sind poetologisch so verschiedene Autoren wie Wolf Biermann, Konstantin Wecker, Franz-Josef Degenhardt, Ludwig Hirsch und Georg Kreisler. Rolf Dieter Brinkmann bringt durch seine Übersetzungen den Einfluss US-amerikanischer pop-literarischer Strömungen nach Deutschland; Kürze und Konzentration gewinnen an Bedeutung. Als Dichter schließt Brinkmann an Verfahren der zeitgenössischen bildenden Kunst wie der Pop-Art und der Fluxus-Bewegung an. Neue theatrale Formen und multimediale Ansätze wie der Literaturclip entstehen (A. J. Weigoni, Frank Michaelis).

#### Zeitraum ab ca. 1980
Angesichts atomarer Bedrohung, Umweltzerstörung und einer von Massenmedien bestimmten öffentlichen Meinung entsteht eine vielstimmige Literatur der Utopielosigkeit. In der Lyrik zeigt sich dies in der Abkehr von großen Themen bei Karl Krolow, Michael Krüger u. a., im Rekurs auf historische Formen bei Autoren wie Robert Gernhardt und Ulla Hahn, in der sich diesen Tendenzen widersetzenden Reinszenierung des hohen Tons bei Gerhard Falkner sowie in radikaler Subjektivierung und Montagestil, z. B. bei Friederike Mayröcker, Elke Erb und Thomas Kling. Reinhard Priessnitz gelingt es, avancierte experimentelle Schreibweisen mit Aspekten unmittelbarer Erfahrung zu verbinden. Wie in anderen osteuropäischen Staaten entwickeln sich auch unter den politischen Verhältnissen der DDR verschiedene Szenen von halb- und inoffizieller literarischer Gegenkultur, die die staatliche Zensur mit eigenen Publikationsformen und Distributionswegen unterlaufen, teilweise allerdings selbst von staatlicher Überwachung unterlaufen und „gespalten“ werden. Der entsprechende Samisdat formuliert seine Gegenposition zur geforderten politischen Haltung in erster Linie durch alternative („subversive“) literarische Verfahren und künstlerische Verhaltensweisen, inhaltliche Kritik wird häufig implizit vermittelt. Besondere Bedeutung hat diese Szene in Ostberlin (Bert Papenfuß-Gorek, Jan Faktor, Uwe Kolbe u. a.); sie geht nicht zuletzt auch auf das Vorbild und vermittelnde Wirken Adolf Endlers zurück, der sein Schreiben nach Anfängen im Umkreis der Sächsischen Dichterschule in den achtziger Jahren radikalisiert.
Das Bielefelder Kolloquium Neue Poesie versammelt Vertreter der Konkreten Poesie in den Jahren von 1978 bis 2003. Dort wird auch systematisch an der computergestützten Textgenese (Max Bense) experimentiert.
Viele Protagonisten der rumäniendeutschen Lyrik siedeln nach und nach in die Bundesrepublik über, die entsprechende Literatur in Rumänien kommt damit fast ganz zum Erliegen. Die Rezeptionshemmnisse bleiben jedoch oft bestehen. Mit Ausnahme der Werke von Oskar Pastior und der späteren Nobelpreisträgerin Herta Müller führt diese Lyrik eher ein Nischendasein innerhalb der deutschen Literatur (Franz Hodjak, Richard Wagner, Rolf Bossert, Werner Söllner, Horst Samson, Klaus Hensel, Johann Lippet).
Nach der politischen Wende 1989 lässt sich die Literaturentwicklung im deutschsprachigen Raum zunehmend weniger einheitlich beschreiben; das Feld der Lyrik zerfällt immer stärker in heterogene Szenen und Interessengebiete mit unterschiedlichen poetischen Paradigmen und Haltungen zum Gedicht. So entstehen in (zumindest ursprünglich) gegenkulturell geprägten Milieus neue poetische Formen, wie Spoken Word (bzw. Slam-Poetry) (Bas Böttcher, Michael Lentz), die von der herkömmlichen Rezeption nicht mehr abgedeckt werden und sowohl eigene Formate als auch neue Formen von Literaturbetrieb etablieren. Auf der anderen Seite entfernen sich Autoren wie Franz Josef Czernin oder Urs Allemann in der Fortschreibung radikalerer Moderne-Programme von allgemeiner Verständlichkeit, ohne dass ihre Werke per se als unverständlich (hermetisch) konzipiert wären. Vor allem jüngere Autoren arbeiten verstärkt mit (der Postmoderne verbundenen, oft aber historisch weiter zurückreichenden) Verfahren wie Stilmix, Einbezug von Fachsprachen und popkultureller Multilingualität (u. a. Ulrike Draesner, Thomas Kling, Barbara Köhler, Durs Grünbein, Brigitte Oleschinski, Bert Papenfuß-Gorek, Raoul Schrott).

#### Zeitraum ab circa 2000
Neben den maßgeblichen Lyrikern der 1980er und 1990er Jahre, die weiterhin publizieren (Thomas Kling, der wohl wirkmächtigste Fortschreiber und Vermittler der Avantgarden, verstirbt frühzeitig 2005), treten Anfang des neuen Jahrhunderts verstärkt jüngere Autoren in Erscheinung, von denen einige (aus heutiger, vorläufiger Sicht) großen Einfluss auf die zeitgenössische deutschsprachige Lyrik haben (Jan Wagner,  Monika Rinck, Marion Poschmann, Ann Cotten, Anja Utler, Steffen Popp, Uljana Wolf u. a.). Die rasche und vielfältige Entwicklung dieser und der nachfolgenden Generation von Dichtern verdankt sich nicht zuletzt auch neuen technischen Möglichkeiten der Rechen- und Drucktechnik, die die Gründung professioneller Kleinverlage und deren Partizipation am Buchhandel seit Anfang der 2000er Jahre beförderte und die Abhängigkeit gerade junger Autoren von den ästhetischen Vorstellungen und Programmkapazitäten etablierter Verlage verringerte. Die Generation der nach 1980 Geborenen organisiert sich zudem in hohem Maße im Internet (Kommunikation, Vernetzung, Marketing), wobei dies die klassische Publikation in Buchform bislang nicht ersetzt, sie lediglich vorbereitet und begleitet. Welche dieser Autoren die deutschsprachige Lyrik beeinflussen werden, ist naturgemäß noch nicht absehbar.

## Empirische Verankerung in der Gegenwart
Der Lyriker und Publizist Hans Magnus Enzensberger schätzte 1989 die Zahl der Personen, „die einen neuen, einigermaßen anspruchsvollen Gedichtband in die Hand nehmen“, auf ±1354 (später scherzhaft als „Enzensbergersche Konstante“ bezeichnet) – eine (in dieser Exaktheit natürlich fiktive) Zahl, die im Laufe des 20. Jahrhunderts weitgehend konstant geblieben sei und vermutlich zu keiner Zeit wesentlich höher gelegen haben dürfte. Eine Ausnahme bilden Lyrikpublikationen in der DDR (und in anderen sozialistischen Staaten) zwischen 1950 und 1989, deren Auflagen leicht sechsstellige Höhen erreichten und auch in diesen Mengen gelesen wurden, etwa Werke von Volker Braun oder Sarah Kirsch; die meistverkauften Gedichtbände dieser Zeit stammen allerdings von Eva Strittmatter. Von einigen großen Verlagen wie dem Suhrkamp Verlag und dem Hanser Verlag, die traditionell zahlreiche Lyriktitel im Programm haben, und mittelgroßen Verlagen wie Schöffling & Co. abgesehen tragen das Gros der derzeit etwa 3000 Neuerscheinungen pro Jahr kleine Verlage wie Urs Engeler Editor und in dessen Nachfolge roughbooks, Kookbooks, Edition Korrespondenzen, Verlagshaus Berlin, Das Wunderhorn und der Verlag Peter Engstler. Neben diesen gibt es zahlreiche weitere kleine und kleinste Verlage mit explizitem Schwerpunkt auf Lyrik und zum Teil umfangreichen Programmen. Typische Auflagenzahlen für nach dem Jahr 2000 publizierte Gedichtbände deutschsprachiger Autoren sind (häufiger) 250 bis (seltener) 2000 Exemplare.
Eine zum Welttag der Poesie 2005 von der Deutschen Presse-Agentur in Auftrag gegebene repräsentative Umfrage zum Verhältnis der Deutschen zur Lyrik ergab, dass jeder zweite Deutsche (58 % der Männer und 43 % der Frauen) wenig mit Lyrik anfangen kann und schon länger kein Gedicht mehr gelesen hat; in der Altersgruppe von 20 bis 29 Jahren lag der Anteil bei 63 % (wobei die Beschäftigung mit Songtexten u. ä. vermutlich nicht berücksichtigt wurde).

### Institutionen
In Deutschland gibt es derzeit mehrere Institutionen, die sich ausschließlich der Lyrik widmen:
- Das Haus für Poesie (seit 1991 in Berlin, vormals Literaturwerkstatt Berlin) veranstaltet jährlich das größte Poesiefestival im deutschsprachigen Raum (Internationales Poesiefestival Berlin), das internationale Festival für Poesiefilm (Zebra Poetry Film Festival) und betreut lyrikline, eines der weltweit umfangreichsten Archive internationaler Lyrik zum Lesen und Hören im Internet.
- Die Gesellschaft für zeitgenössische Lyrik (seit 1992 in Tübingen, ab 1996 in Leipzig) veranstaltet Lesungen und Tagungen zur zeitgenössischen Dichtung. Sie gibt die Anthologie Poesiealbum neu heraus und betreut mit der Leipziger Lyrikbibliothek eine derzeit mehr als 5.500 Einheiten umfassende Sammlung zeitgenössischer Lyrik.
- Das Lyrik Kabinett (seit 1994 in München) führt Autoren in verschiedenen Veranstaltungen zusammen; die private Stiftung unterhält und betreut zudem die bundesweit größte Sammlung poetischer Publikationen aus allen Epochen. Als eigene Veröffentlichung wird die Edition Lyrik Kabinett herausgegeben.

Darüber hinaus gibt es in zahlreichen Städten Literaturhäuser oder vergleichbare Institutionen, die regelmäßig Dichter einladen bzw. Veranstaltungen zur Lyrik organisieren, sowie weitere Initiativen, die schwerpunktmäßig Lyrik befördern, z. B. Berliner Festspiele, Poetry on the Road in Bremen, Hausacher Leselenz in Hausach, Literarischer März in Darmstadt, Künstlerhaus Edenkoben, Erlanger Poetenfest, Hessisches Literaturforum, Internationales Lyrikertreffen Münster.
Für Österreich wären die Österreichische Gesellschaft für Literatur zu nennen, ferner die Literaturhäuser in verschiedenen Städten Österreichs, darunter in Wien, Graz und Salzburg. Das Literaturhaus in Wien beherbergt unter anderem auch die größte Fachbibliothek zur Literatur Österreichs im 20. und 21. Jahrhundert.
In der Schweiz veranstaltet das Schweizerische Literaturarchiv literarische Soireen und Tagungen zu Themen, die sich aus der Arbeit des Archivs ergeben. Die Schweizerische Schillerstiftung in Zürich vergibt jedes Jahr Preise für wichtige Werke der schweizerischen Dichtkunst. Wichtig ist ferner die Rilke-Gesellschaft mit Sitz in Bern, die die Beschäftigung mit dem Werk Rainer Maria Rilkes fördert und Tagungen, Lesungen, Vorträge und Exkursionen organisiert.

### Zeitschriften und Anthologien
Ein wichtiges Medium für zeitgenössische Lyrik und poetologischen Diskurs waren und sind literarische Zeitschriften, Jahrbücher und Anthologien. Zu den bedeutendsten der gegenwärtig über 300 Literaturzeitschriften im deutschsprachigen Raum, die sich ganz oder teilweise mit Lyrik und Poetik befassen, zählen Sinn und Form der Akademie der Künste Berlin, Akzente, die Dossierzeitschrift Schreibheft, Zwischen den Zeilen (weitergeführt in Mütze), Ostragehege, Poesiealbum und Poesiealbum neu, Sprache im technischen Zeitalter, Edit und Bella triste. Wichtige regelmäßig bzw. in überarbeiteten Auflagen erscheinende Anthologien sind u. a. das Jahrbuch der Lyrik, der Echtermeyer und Der Große Conrady.

## Anthologien

### Epochenübergreifende
- Karl Otto Conrady (Hg.): Der Große Conrady. Das Buch deutscher Gedichte. Von den Anfängen bis zur Gegenwart. Artemis & Winkler Verlag, Düsseldorf 2008, ISBN 978-3-538-04004-5.
- Heinrich Detering (Hg.): Reclams großes Buch der deutschen Gedichte. Vom Mittelalter bis ins 21. Jahrhundert. Reclam-Verlag, Stuttgart 2007, ISBN 978-3-15-010650-1.
- Walther Killy (Hg.): Deutsche Lyrik von den Anfängen bis zur Gegenwart. 10 Bände dtv Verlag, München 1974–1977.
- Thomas Kling (Hg.): Sprachspeicher. 200 Gedichte auf deutsch vom achten bis zum zwanzigsten Jahrhundert. DuMont Verlag, Köln 2001, ISBN 3-7701-5813-X.
- Elisabeth Paefgen, Peter Geist (Hg.): Echtermeyer. Deutsche Gedichte. Von den Anfängen bis zur Gegenwart. 19. Auflage. Cornelsen Verlag, Berlin 2005, ISBN 3-464-61158-2.
- Wulf Segebrecht, Christian Rößner (Hg.): Das Deutsche Gedicht. Vom Mittelalter bis zur Gegenwart. S. Fischer Verlag, Frankfurt am Main 2005, ISBN 3-10-074440-3.
- Harald Hartung (Hg.): Jahrhundertgedächtnis. Deutsche Lyrik im zwanzigsten Jahrhundert. Reclam-Verlag, Stuttgart 2005, ISBN 3-15-009742-8.

### Epochenbezogene und Gegenwart (chronologisch)
- Maximilian Bern (Hg.): Deutsche Lyrik – Seit Goethes Tode. Philipp Reclam jun. Verlag, Leipzig 1886.
- Kurt Pinthus (Hg.): Menschheitsdämmerung. Ein Dokument des Expressionismus. Rowohlt Verlag, Reinbek 1920 (1995, ISBN 3-499-45055-0).
- Walter Höllerer (Hg.): Transit. Lyrikbuch der Jahrhundertmitte. Suhrkamp Verlag, Frankfurt am Main 1956.
- Adolf Endler, Karl Mickel (Hg.): In diesem besseren Land. Gedichte der Deutschen Demokratischen Republik seit 1945. Mitteldeutscher Verlag, Halle (Saale) 1966.[21]
- Hans Bender (Hg.): In diesem Lande leben wir. Deutsche Gedichte der Gegenwart. Hanser Verlag, München 1978, ISBN 3-446-12603-1.
- Sascha Anderson, Elke Erb (Hg.): Berührung ist nur eine Randerscheinung. Neue Literatur aus der DDR. Kiepenheuer & Witsch Verlag, Köln 1985, ISBN 3-462-01692-X.
- Peter Geist (Hg.): Ein Molotow-Cocktail auf fremder Bettkante. Lyrik der siebziger/achtziger Jahre von Dichtern aus der DDR. Reclam-Verlag, Leipzig 1991, ISBN 3-379-00694-7.
- Michael Braun, Hans Thill (Hg.): Punktzeit. Deutschsprachige Lyrik der achtziger Jahre. Wunderhorn Verlag, Heidelberg 1987, ISBN 3-88423-049-2.
- Hans Bender (Hg.): Was sind das für Zeiten. Deutschsprachige Gedichte der achtziger Jahre. S. Fischer Verlag, Frankfurt am Main 1990, ISBN 3-596-29553-X.
- Theo Elm (Hg.): Kristallisationen. Deutsche Lyrik der achtziger Jahre. Reclam, Stuttgart 1992, ISBN 3-15-008827-5.
- Michael Braun, Hans Thill (Hg.): Das verlorene Alphabet. Deutschsprachige Lyrik der neunziger Jahre. Wunderhorn Verlag, Heidelberg 1998, ISBN 3-88423-139-1.
- Theo Elm (Hg.): Lyrik der neunziger Jahre. Reclam, Stuttgart 2000, ISBN 3-15-018048-1.
- Jörg Drews (Hg.): Das bleibt – Deutsche Gedichte 1945 – 1995, Reclam-Verlag, Leipzig 1995, ISBN 3-379-01532-6.
- Björn Kuhligk, Jan Wagner (Hg.): Lyrik von Jetzt. 74 Stimmen. DuMont Verlag, Köln 2003, ISBN 3-8321-7852-X.
- Thomas Geiger (Hg.): Laute Verse. Gedichte aus der Gegenwart. dtv Verlag, München 2009, ISBN 978-3-423-24692-7.
- Anja Beyer, Daniela Seel (Hg.): All dies hier, Majestät, ist deins. Lyrik im Anthropozän. Kookbooks Verlag, Berlin und Deutsches Museum, München 2016, ISBN 978-3-937445-80-9.
- Michael Braun, Hans Thill (Hg.): Aus Mangel an Beweisen. Deutsche Lyrik 2008–2018. Wunderhorn Verlag, Heidelberg 2018, ISBN 978-3-88423-601-7.
- Steffen Popp (Hg.): SPITZEN. Gedichte. Fanbook. Hall of Fame. Anthologie zeitgenössischer deutschsprachiger Lyrik. Suhrkamp Verlag, Berlin 2018, ISBN 978-3-518-12719-3.

### Nach Genre
- Robert Gernhardt, Klaus Cäsar Zehrer (Hg.): Hell und schnell : 555 komische Gedichte aus 5 Jahrhunderten. Fischer, Frankfurt am Main 2004, ISBN 3-10-025505-4.
- Klaus Peter Dencker (Hg.): Poetische Sprachspiele. Vom Mittelalter bis zur Gegenwart. Reclam-Verlag, Stuttgart 2005, ISBN 3-15-018238-7.
- Friedhelm Kemp (Hg.): Deutsche Liebesdichtung aus acht Jahrhunderten. Manesse Verlag, Zürich 1996, ISBN 3-7175-1882-8.
- Ekkehart Mittelberg (Hg.): Kommt uns nicht mit Fertigem. Politische Lyrik aus zwei Jahrhunderten. Gedichte und Materialien. Cornelsen Verlag, Berlin 2001, ISBN 3-464-60158-7.
- Theodor Verweyen, Gunther Witting (Hg.): Deutsche Lyrik-Parodien aus drei Jahrhunderten. Philipp Reclam jun., Stuttgart 1983, ISBN 3-15-027975-5.

### Periodika und Reihen
- Christoph Buchwald (Hg., mit wechselnden Mitherausgebern): Jahrbuch der Lyrik. S. Fischer Verlag, Frankfurt am Main 1979–2010, DVA Verlag, München 2011–2015 (zweijährlich), seit 2017 bei Schöffling & Co. Verlag, Frankfurt am Main. Seit 2021 ist der ständige Herausgeber Matthias Kniep.